# FH Serpentis
La Nova FH Serpentis (Nova Serpentis 1970) fue una nova aparecida en la constelación de Serpens en 1970. Alcanzó un brillo de magnitud 4,4.  Fue descubierta el 13 de febrero de 1970 por Minoru Honda ubicado en Kurashiki, Japón. Otros astrónomos estudiaron más tarde esta nova, y calcularon sus distancias en función del tiempo de descomposición de sus curvas de luz.
Nova Serpentis también fue observada por el observatorio espacial de la NASA OAO-2 Stargazer, activo desde 1968 hasta 1973.
Esta nova fue importante para la ciencia porque fue una de las primeras en ser observada en múltiples bandas de longitud de onda, incluyendo infrarrojo, visible, ultravioleta y radio. Se volvió más brillante en el infrarrojo 100 días después de ser descubierta por primera vez.